# 滨海南开中学站
滨海南开中学站是天津地铁Z4线的一个在建车站，位于天津市滨海新区中新天津生态城中央大道、靠近天津市南开中学滨海生态城学校。

## 车站结构
车站为地面二层侧式车站，设有2个侧式站台。
| 地上二层 | 站厅               | 客服中心、自动售票机、验票机 |
|          | 出入口             | A、B出入口                   |
| 地面     | 侧式站台，右側開门 | 侧式站台，右側開门           |
| 地面     | 轨道（北）         | █ Z4线往营城街 （航安道）    |
| 地面     | 轨道（南）         | █ Z4线往新城六（和顺路）     |
| 地面     | 侧式站台，右側開門 |                              |